# Battista Mondin
Giovanni Battista Mondin (Monte di Malo, 29 luglio 1926 – Parma, 29 gennaio 2015) è stato un filosofo e teologo italiano, dottore di Filosofia e Religione presso l'Università di Harvard. È stato decano della Facoltà di Filosofia presso la Pontificia Università Urbaniana di Roma.

## Biografia
Mondin è stato un membro della Congregazione dei Missionari Saveriani. Appassionato ciclista amatoriale, ordinato sacerdote nel 1952, ha ricoperto il ruolo di consulente episcopale nel corso dei lavori del Concilio Ecumenico Vaticano II ed è stato presidente dell’Associazione Docenti Italiani di Filosofia.
Nei suoi studi, le principali figure di riferimento sono state Tommaso d'Aquino e Paul Tillich, da cui ha tratto l'ideale di un accordo e di un mutuo sostegno tra filosofia e teologia. Ideatore e socio fondatore della Società Internazionale Tommaso d’Aquino, insieme, tra gli altri, al card. Wojtyla, è stato il maggior divulgatore italiano di Ismael Quiles, il sacerdote gesuita argentino che contribuì alla formazione di papa Francesco durante gli anni universitari.
Mondin fu uno dei principali esponenti della Neoscolastica italiana e trattò le tematiche teologiche in rapporto alla filosofia da un punto di vista aristotelico-tomista.
Traducendo il commento di san Tommaso allo Pseudo-Dionigi l'Areopagita, affermò che in quest'ultimo coesistevano sapientemente sia la teologia negativa che quella positiva, ribaltando la tesi heideggeriana che vedeva nello Pseudo-Dionigi il principale propugnatore cristiano della teologia negativa. La contrapposizione fra le due vie si risolve nella dottrina dell'analogia dell'ente che si predica sia positivamente che come negazione dell'originale. Per questo, Mondin avanzò seri dubbi sulla plausibilità del simbolismo di Paul Ricoeur, celebrato in Italia e nel mondo protestante.

## Pubblicazioni

### Etica
- Etica e politica

### Filosofia
- Antropologia filosofica. Manuale di filosofia sistematica
- La Metafisica di S. Tommaso D'Aquino e i suoi interpreti
- Storia dell'antropologia filosofica
- Antropologia filosofica e filosofia della cultura e dell'educazione
- Epistemologia e cosmologia
- Logica, semantica e gnoseologia
- Ontologia e metafisica
- Storia della metafisica (1)
- Storia della metafisica (2)
- Storia della metafisica (3)
- Ermeneutica, metafisica, analogia in s. Tommaso
- History of mediaeval philosophy (A)
- Storia della filosofia medievale
- Dizionario enciclopedico di filosofia, teologia e morale
- Il sistema filosofico di Tommaso d'Aquino
- Corso di storia della filosofia (1)
- Corso di storia della filosofia (2)
- Corso di storia della filosofia (3)
- L'uomo: chi è?
- Introduzione alla filosofia. Problemi, sistemi, filosofi
- La filosofia dell'essere di S. Tommaso d'Aquino

### Teologia
- Maria madre della Chiesa. Piccolo trattato di mariologia
- Battista Mondin, Il ritorno degli angeli: trattato di angelologia, Roma, Pro Sanctitate, 2008,  p. 163, ISBN 887396110X, OCLC 316828128. Ospitato su archive.is.
- Dizionario storico e teologico delle missioni
- Dizionario enciclopedico del pensiero di san Tommaso d'Aquino (PDF online Archiviato il 3 dicembre 2013 in Internet Archive.)
- Essere cristiani oggi. Guida al cristianesimo
- Il problema di Dio. Filosofia della religione e teologia filosofica
- La cristologia di san Tommaso d'Aquino. Origine, dottrine principali, attualità
- Storia della teologia (1)
- Storia della teologia (2)
- Storia della teologia (3)
- Storia della teologia (4)
- Gli abitanti del cielo
- Gesù Cristo salvatore dell'uomo
- La chiesa sacramento d'amore
- La trinità mistero d'amore
- Dizionario dei teologi
- Introduzione alla teologia
- Dio: chi è? Elementi di teologia filosofica
- Scienze umane e teologia
- Cultura, marxismo e cristianesimo
- I teologi della liberazione
- Il problema del linguaggio teologico dalle origini ad oggi
- Filosofia e cristianesimo
- I teologi della speranza
- I grandi teologi del XX secolo (1)
- I grandi teologi del XX secolo (2)
- I teologi della morte di Dio
- Dizionario enciclopedico di filosofia, teologia e morale. Software
- Filosofia della cultura e dei valori
- Le realtà ultime e la speranza cristiana

### Religione
- Nuovo dizionario enciclopedico dei papi. Storia e insegnamenti
- Commento al Corpus Paulinum (expositio et lectura super epistolas Pauli apostoli) (2)
- The Popes of the modern Ages. From Pius IX to John Paul II
- La chiesa primizia del regno. Trattato di ecclesiologia
- Mito e religioni. Introduzione alla mitologia religiosa e alle nuove religioni
- L'uomo secondo il disegno di Dio. Trattato di antropologia teologica
- Preesistenza, sopravvivenza, reincarnazione
- Teologie della prassi
- L'eresia del nostro secolo

### Società
- Storia dell'antropologia filosofica
- Antropologia filosofica. L'uomo: un progetto impossibile?
- Philosophical anthropology
- Una nuova cultura per una nuova società